# Lythria hypermaculata
Lythria hypermaculata är en fjärilsart som beskrevs av Schnaider 1950. Lythria hypermaculata ingår i släktet Lythria och familjen mätare. Inga underarter finns listade i Catalogue of Life.